# 中在家信号場
中在家信号場（なかざいけしんごうじょう）は、かつて三重県亀山市加太中在家に存在した、西日本旅客鉄道（JR西日本）関西本線の信号場である。

## 概要

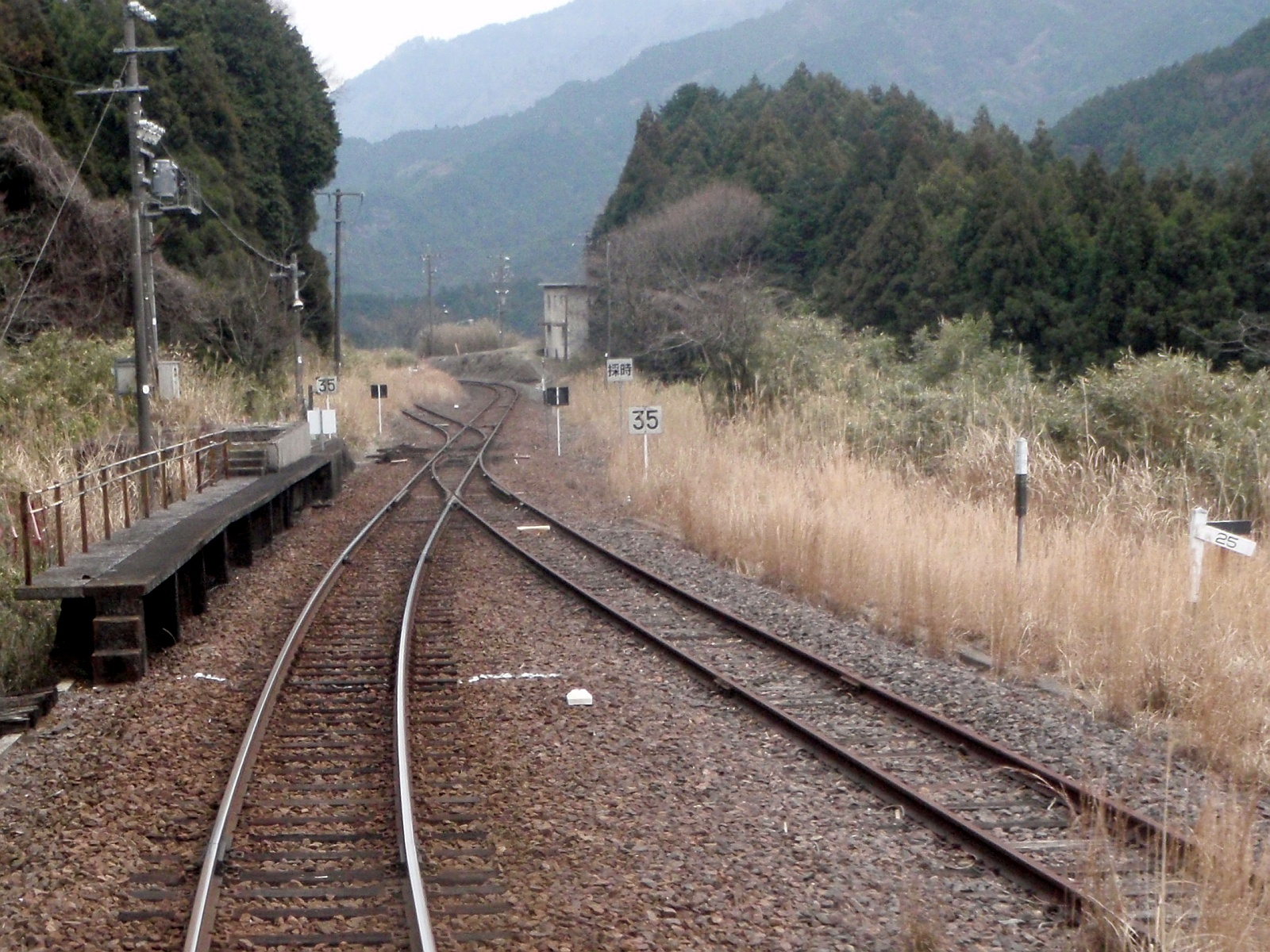
設備撤去前の様子（2012年）

加太駅より柘植駅方向に約4.6 kmに位置した。「加太越」と呼ばれる柘植駅方向に25パーミル (25/1000) の上り勾配上にあり、スイッチバック式となっていた。
かつては発着線を2本備えており、同時に列車交換や待避が可能な信号場であったが、1997年に路線の実情に見合った単純な配線に改められた。2006年3月18日改正ダイヤからは定期列車の交換がなくなるとともに折返線関係の全信号機が使用停止とされ、以後ながらくJR難波方・名古屋方にそれぞれある本線用の場内信号機のみが稼働している状態が続いていた。
その後、2019年（令和元年）になって発着線と引上線の線路が撤去され、本線のポイントも撤去（棒線化）された。同年11月18日の関西線CTC設備更新と指令所移転に伴い、本線の信号機も撤去され、廃止となった。なお、3月16日より運転士が使用している乗務行路表から中在家信号場の掲載が削除された。
線路が残存していた当時、信号場内で分岐する線路は一方が発着線、もう一方が引上線となっていた。対向列車を待つ列車は、亀山行き列車の場合は本線から一旦引上線へ入線したのち、逆走して本線を横切り、発着線へ入線して対向列車と行き違いを行なっていた。一方、加茂行き列車の場合は本線から一旦発着線へ入線したのち、逆走して本線を横切り、引上線へ入線して対向列車と行き違いを行なっていた。
| 構内配線図（1998年以前） |  | 構内配線図（1998年以降） |
| 構内配線図（1998年以前） |  | 構内配線図（1998年以降） |

### 使用状況
以前は大部分の列車が対向列車との交換を行っていたが、上記（2006年）ダイヤ改正までに運行本数の減少などに伴って、朝と夕方に一部の列車のみが交換を行うのみとなっていた。
2006年のダイヤ改正以降は本線部分の信号機のみ使用していたが、2019年の指令所移転に伴い廃止となり、長大軌道回路も加太 - 柘植間の1区間となった。

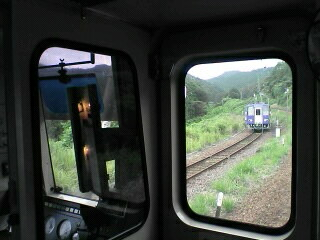
加茂行き通過列車内より発着線上で亀山行き対向待ち列車を見る （2005年8月）
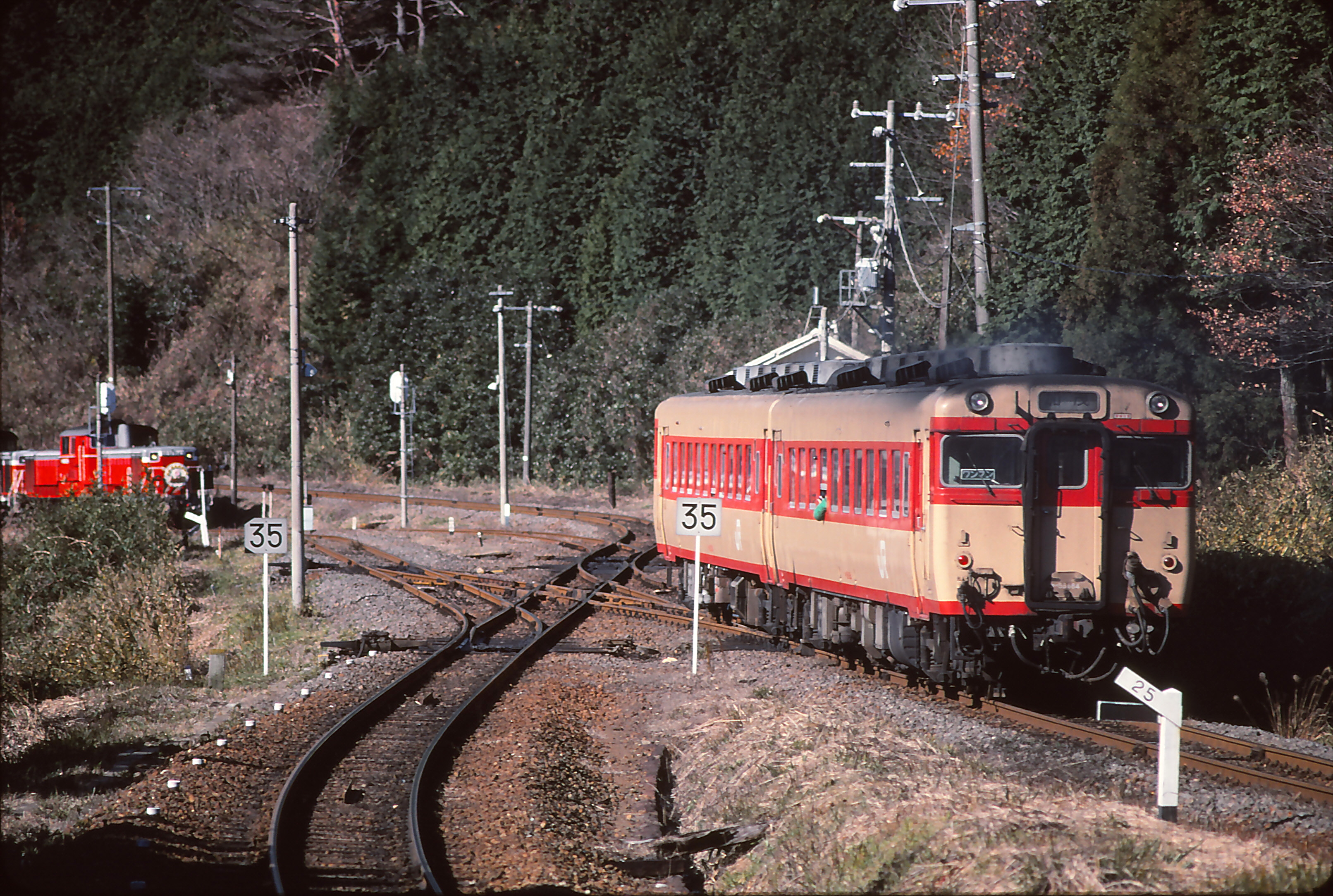
亀山駅開業100周年記念列車（左）と普通列車（右）。中央は通過路線 （1990年12月）
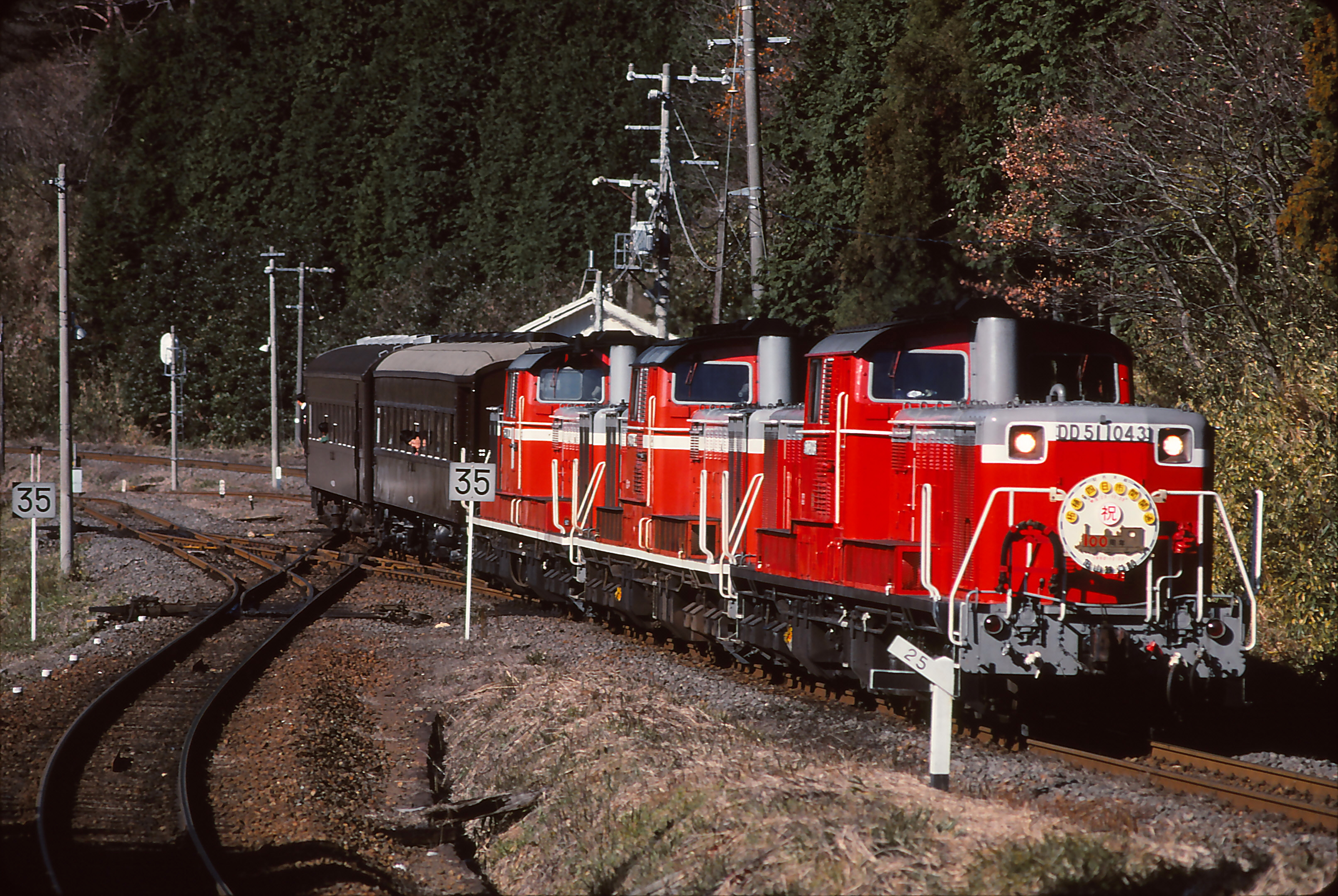
亀山駅開業100周年記念列車。通過路線を跨いで引上線に移動中 （1990年12月）
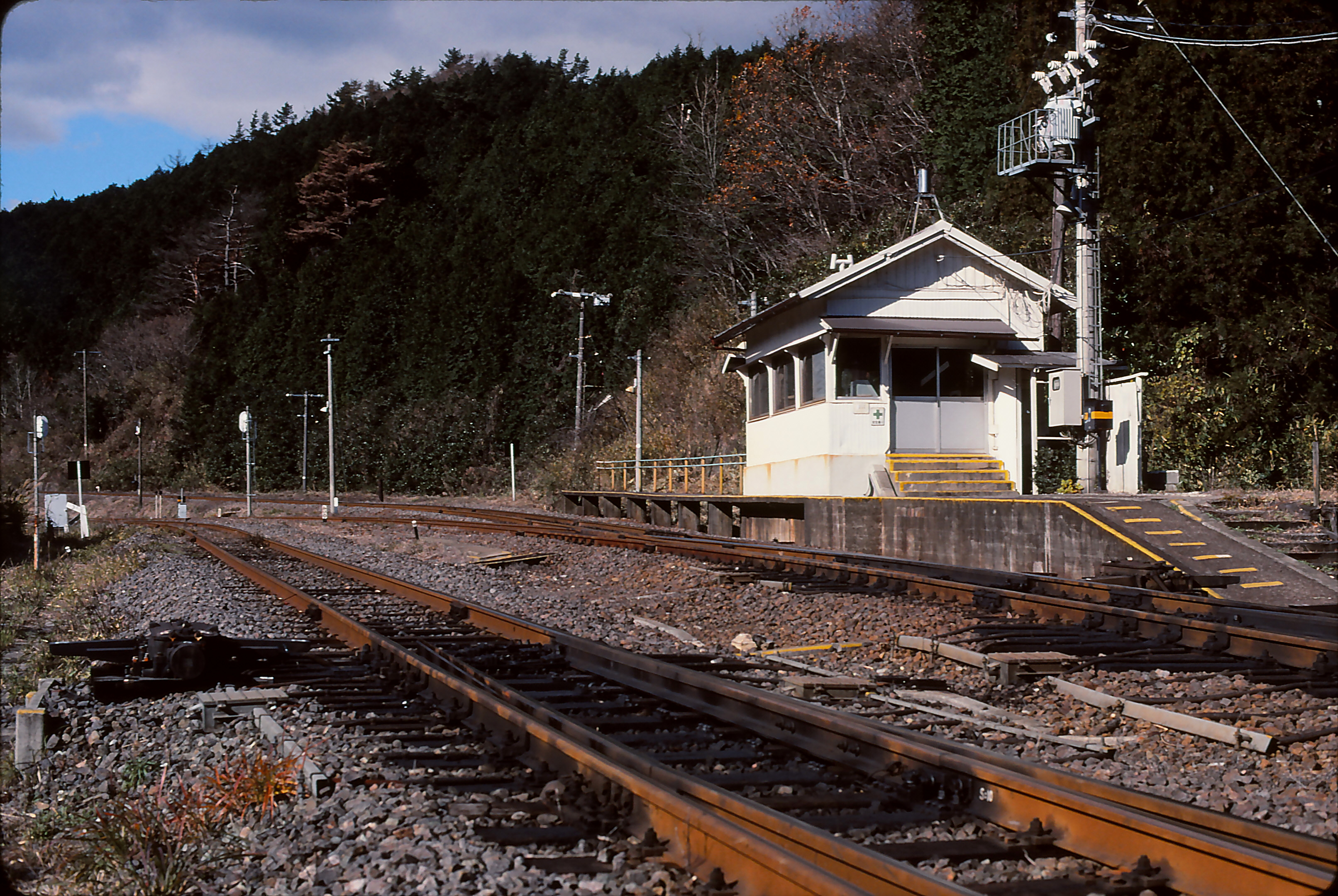
信号場小屋 （1990年12月）
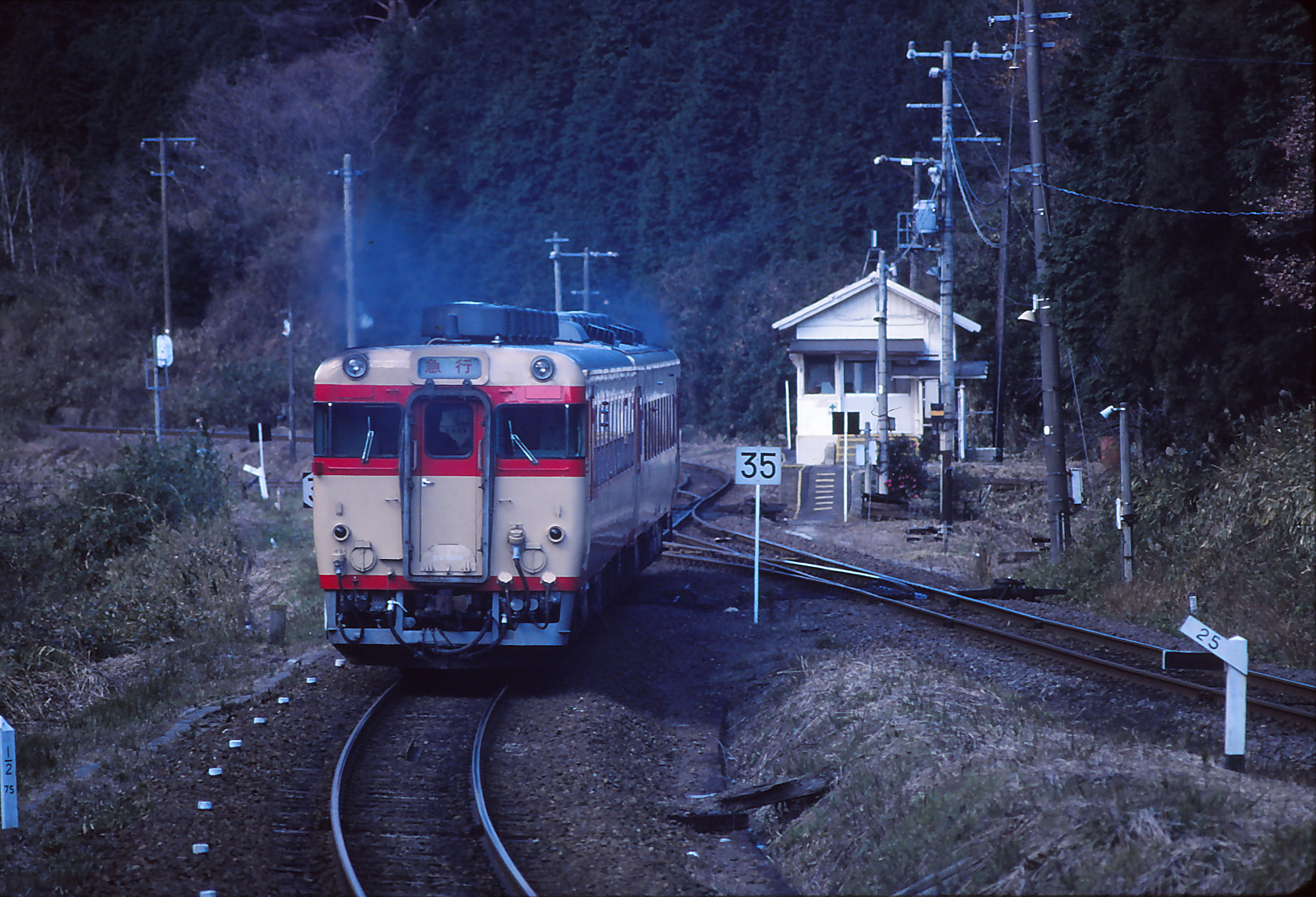
急行かすがと信号場小屋 （1990年12月）
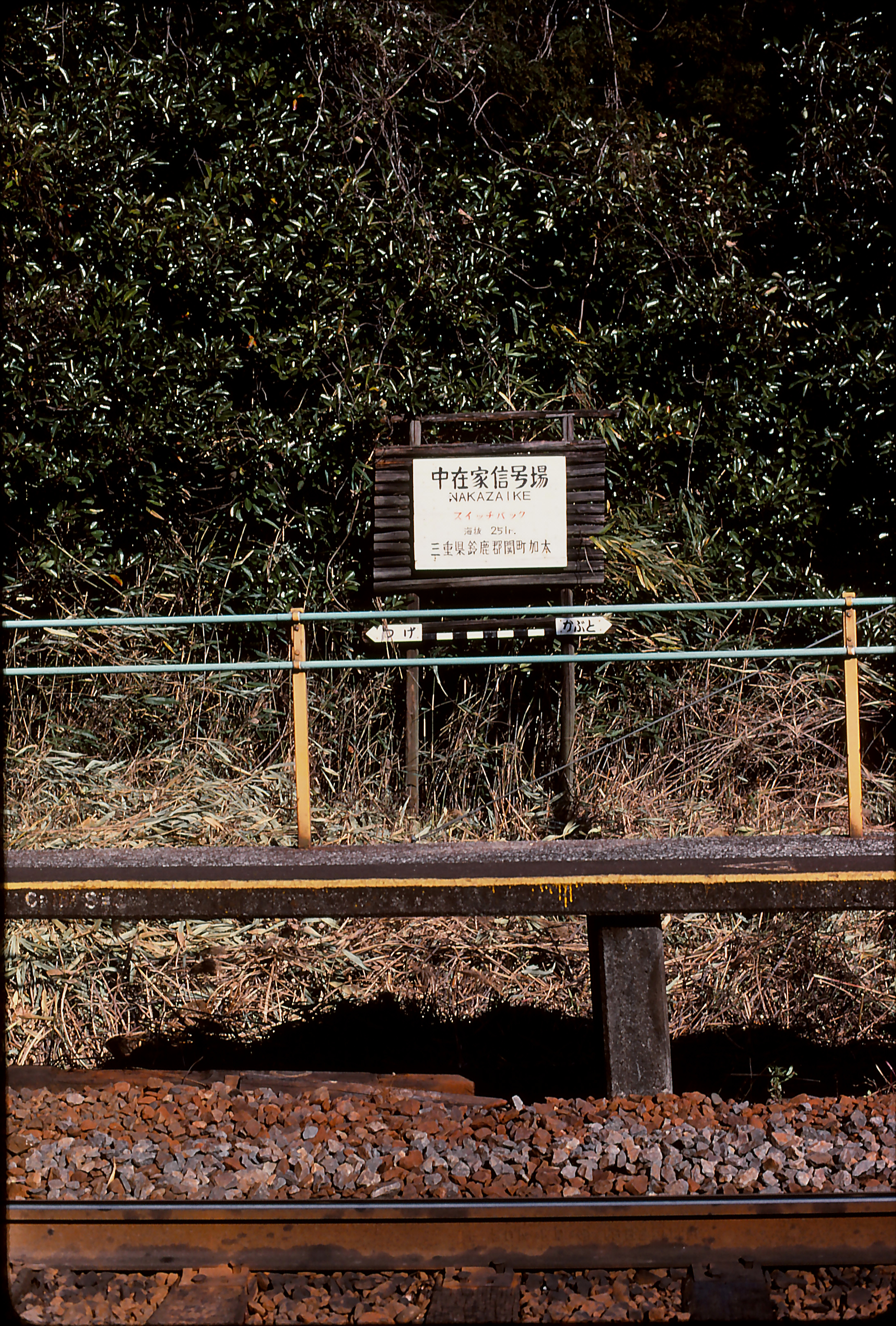
表示板 （1990年12月）

## 歴史
- 1928年（昭和3年）4月1日：開設。
- 2006年（平成18年）3月18日：交換設備の使用を停止し、棒線信号場となる。
- 2019年（令和元年）11月18日：指令所の移転に伴い、廃止。

## 周辺
当信号場付近に名阪国道が、当信号場から北へ1 kmほど離れた所に国道25号（旧道）がある。しかし、当信号場周辺は山間部となっているため、自動車で近づくことは困難である。

## 前後の駅
西日本旅客鉄道（JR西日本）
関西本線
加太駅 - 中在家信号場 - 柘植駅